# Selección masculina de rugby 7 de China Taipéi
La selección masculina de rugby 7 de China Taipéi es el equipo representativo de Taiwán en Rugby 7. Han competido en Seven de Hong Kong desde la década de 1980. En 1989, el veterano comentarista de rugby Bill McLaren los menciona en un artículo sobre los Seven de Hong Kong, diciendo que su equipo tenía dos Chi-Mings, un Yen-Ching y un Chijen-Shuen, y que estaba agradecido de que no tuvo que transmitir todos los nombres, ya que tenía problemas para recordarlos.

## Participaciones

### Juegos Olímpicos
| Año   | Fase        | Pos.        | PJ          | PG          | PE          | PP          |
| ----- | ----------- | ----------- | ----------- | ----------- | ----------- | ----------- |
| 2016  | No calificó | No calificó | No calificó | No calificó | No calificó | No calificó |
| 2020  | No calificó | No calificó | No calificó | No calificó | No calificó | No calificó |
| Total | 0 títulos   | 0/2         | -           | -           | -           | -           |

### Juegos Asiáticos
| Año   | Fase      | PJ | PG | PE | PP |
| ----- | --------- | -- | -- | -- | -- |
| 1998  | 3°        | 5  | 2  | 0  | 3  |
| 2002  | 2°        | 3  | 4  | 0  | 1  |
| 2006  | 3°        | 4  | 3  | 0  | 1  |
| Total | 0 títulos | 12 | 9  | 0  | 5  |

### Copa del Mundo de Rugby 7
| Año   | Fase                  | Pos.        | PJ          | PG          | PE          | PP          |
| ----- | --------------------- | ----------- | ----------- | ----------- | ----------- | ----------- |
| 1993  | Fase de grupos        | 21°         | 5           | 0           | 0           | 5           |
| 1997  | No calificó           | No calificó | No calificó | No calificó | No calificó | No calificó |
| 2001  | Fase de clasificación | 21°         | 6           | 0           | 0           | 6           |
| 2005  | Fase de clasificación | 21°         | 6           | 1           | 0           | 5           |
| 2009  | No calificó           | No calificó | No calificó | No calificó | No calificó | No calificó |
| 2013  | No calificó           | No calificó | No calificó | No calificó | No calificó | No calificó |
| 2018  | No calificó           | No calificó | No calificó | No calificó | No calificó | No calificó |
| Total | 0 títulos             | 3/7         | 17          | 1           | 0           | 16          |

### Seven de Sri Lanka
| Año  | Copa No. 1            | Copa No. 2            |
| ---- | --------------------- | --------------------- |
| 1999 | No quedó como campeón | No quedó como campeón |
| 2000 | 1°                    | No quedó como campeón |
| 2001 | 1°                    | No quedó como campeón |
| 2002 | No quedó como campeón | No quedó como campeón |
| 2003 | No quedó como campeón | No quedó como campeón |
| 2004 | No quedó como campeón | No quedó como campeón |
| 2005 | No quedó como campeón | No quedó como campeón |
| 2006 | No quedó como campeón | No quedó como campeón |
| 2007 | No quedó como campeón | No quedó como campeón |
| 2008 | No quedó como campeón | 1°                    |
| 2009 | No quedó como campeón | No quedó como campeón |